# 600 секунд
«600 секунд» — советская и российская информационно-аналитическая телепрограмма, выходившая в эфир в 1987—1993 годах на Ленинградском телевидении (Пятом канале). За десять минут ведущий — чаще всего Александр Невзоров — успевал рассказать об основных событиях дня в Ленинграде / Санкт-Петербурге, дать видеоряд и комментарий. Передача имела высокий зрительский рейтинг и стала одним из символов Перестройки. Благодаря высокому рейтингу передача даже была занесена в Книгу рекордов Гиннесса.

## История передачи
Программа впервые вышла в эфир 23 декабря 1987 года. В первые годы существования передача притягивала к себе внимание в основном своей новизной и динамичностью, которая была подчёркнута ежедневным выходом в прямой эфир и счётчиком секунд в углу экрана.
Вопреки расхожему мнению, Александр Невзоров не является создателем программы, и пришёл в неё только чуть позже. По одной из версии, его пригласили туда спонтанно, чтобы он заменил нетрезвого диктора, который оказался неспособен выйти в прямой эфир. Со временем Невзоров углубился в работу над программой и сделал её такой, какой многие её помнят.
Передача использовала провозглашённую властями политику гласности, освещая широкий спектр тем: теневые стороны жизни, криминал, проблемы на производстве, коррупция, изъяны чиновников, культурные события и другие.
Иногда в передаче Александр Невзоров позволял себе саркастические комментарии и даже розыгрыши: например, первого апреля 1990 года было показано интервью с инопланетянином, задержанным милицией, а через год — интервью с «новым мэром Ленинграда» Анатолием Захаровым (который, на самом деле, был осветителем программы).
Популярность программы вышла за пределы Ленинградского телевидения, которое принималось только в европейской части СССР.
26 ноября 1988 года в популярной программе «До и после полуночи» вышел сюжет о «600 секундах», а через год программа «Взгляд» вместе с Евгением Додолевым показала свой сюжет.
Со временем программа «600 секунд» стала больше походить на авторскую программу Александра Невзорова. Репортёр критиковал депутатов Ленсовета, противостоявших демократическим начинаниям Анатолия Собчака. Позже, когда Собчак стал мэром Ленинграда, Невзоров критиковал и его самого, а также стал транслировать свою общественно-политическую позицию.
В марте 1993 года программа не вышла в эфир, вместо традиционного антипрезидентского сюжета был продемонстрирован репортаж о митинге в поддержку Бориса Ельцина на Дворцовой площади. Программа не вышла по указанию директора Федеральной телевизионной службы (ФТС) Бэллы Курковой. Сотрудники программ сообщили, что за час до эфира аппаратная и эфирная студии были блокированы милицией. Редакция программ сделала заявление в адрес Ельцина, где говорилось, что «это полностью дискредитирует ваши указы, в частности, указ о свободах для средств массовой информации». Действия Федеральной телевизионной службы были названы «грубым подлогом», а её руководство — «холопами, трусами и подлецами», «такими же, как их президент».
Председатель комитета Верховного Совета по средствам массовой информации Владимир Лисин назвал приостановление программы введением политической цензуры.
В апреле 1993 года начальник Петербургского управления министерства безопасности России В. В. Черкесов сообщил, что по предложению прокуратуры города был проведён анализ стенограммы программы «600 секунд» за 22 марта для выяснения возможного наличия состава преступления. По выводам Управления министерства безопасности России в программе нет ни открытых призывов к захвату власти, ни призывов к насильственному изменению Конституционного строя, уголовный кодекс программой нарушен не был, о чём 5 апреля 1993 г. было направлено соответствующее представление прокурору города. Совет председателей Федерации профсоюзов Петербурга выразил протест против ограничения гласности на телевидении, требуя снятия ограничения на выход программы.
После указа Ельцина о роспуске Съезда народных депутатов и Верховного Совета России от 21 сентября только эта телепрограмма освещала деятельность сторонников Верховного Совета в неотрицательном свете. Последний раз вышла в эфир 1 октября 1993, незадолго до штурма Белого дома, после чего была навсегда закрыта Бэллой Курковой.
После снятия передачи с эфира Александр Невзоров в середине 1990-х создал ещё несколько серий передач с подобной тематикой («Дикое поле», «Дни»), выходивших в эфир на Первом канале, а также снял художественный фильм «Чистилище» о Чеченской войне. Он также избирался в Государственную думу от Псковской области, однако активно в заседаниях не участвовал. После этого Невзоров отдалился от новостного телевидения и сосредоточился на дрессировке лошадей. Позже Невзоров вновь включился в общественно-политическую жизнь, стал вести программу «Невзоровские среды» на радио «Эхо Москвы».

## Критика
Программа «600 секунд» резко критиковалась за то, что в ней стало появляться всё больше и больше сюжетов с беспрецедентно откровенными натуралистическими сценами насилия и разрушения — пожары, мёртвые дети, нагота, мат — за что передача и сам Невзоров неоднократно подвергались критике. В программе не раз показывалась гниющая пища — как овощи, так и животные, — и эти кадры во время повсеместного дефицита продовольствия вызывали как отвращение, так и негодование против властей, допускающих это. Кроме того, Невзоров начал открыто продвигать в передаче политические взгляды в основном русского националистического толка: в передаче часто затрагивались православные религиозные темы, движения за независимость прибалтийских советских республик освещались крайне отрицательно, а омоновцы, воюющие против сепаратизма, были исключительно положительными героями; в ответ на вопрос телезрителей «Как голосовать на референдуме о сохранении СССР?» было показано в замедленном воспроизведении, как голосовать против распада Союза, а перед выборами президента РСФСР в 1991 году Невзоров высказал в передаче поддержку Альберту Макашову..
Американский журналист Дэвид Ремник в своей книге «Могила Ленина: последние дни советской империи» заявляет, что первые несколько лет своего существования «600 секунд» были «безобидной» программой, хотя и с грязными журналистскими методами. Однако позже работа Невзорова оценена им как пропаганда оппозиции к перестройке Михаила Горбачёва, в которой он отстаивая интересы союзного центра КПСС, армии и КГБ. Невзоров подчёркивал свои тесные связи с милицией и КГБ: «У меня с КГБ хорошие отношения. Это нормально. Они очень нам помогают. Я эту организацию высоко ценю… Они не коррупционеры, не продают свою честь». Ленинградская газета «Час пик» сообщала, что в Общественный комитет по поддержке и защите телепередачи «600 секунд» входило восемь директоров крупных оборонных предприятий и руководителей областного ВПК.
Впоследствии, летом 2003 года, Александр Невзоров в телефонном интервью «Известиям» заявил, что очень стыдится за «эпоху „Секунд“», так как, по его словам, «будучи охмелён собственным успехом, разрушил много судеб».

## Видео
- Трупик, попик, филармония: честная история первого русского видеоблога / Редакция
- 600 секунд (22.02.1989)